# Општина Фундата (Брашов)
Фундата (рум. Fundata) општина је у Румунији у округу Брашов.
Oпштина се налази на надморској висини од 1254 m.